# Самоврядування Литви (адміністративні одиниці)
Самоврядування (лит. savivaldybės) є першим (до 1 липня 2010 другим; з 1 липня 2010, відколи повіти стали лише територіальною, а не адміністративною одиницею) рівнем адміністративно-територіального поділу Литви після відновлення незалежності в 1990 році. Закон про новий адміністративно-територіальний поділ (відмінний від адміністративно-територіального поділу Литовської РСР) був прийнятий 19 липня 1994 року, і набрав чинності з 1995 року. Відповідно до прийнятого закону було утворено 56 самоврядувань. 19 грудня 1999 був прийнятий закон про адміністративно-територіальну реформу місцевого самоврядування, який набрав чинності з 2000 року. В результаті реформи загальна кількість самоврядувань збільшилася до 60, також деякі самоврядування змінили назву і статус. Право на самоврядування, що реалізується державними адміністративно-територіальними одиницями за допомогою представницьких органів місцевої влади, гарантується в Литві Конституцією і законодавством.
Сучасна Литва поділяється на 10 повітів, 60 самоврядувань, 546 староств і 3116 сянюнайтій.

## Історія
У Литві існує давня традиція місцевого самоврядування. Вона бере початок в середньовіччі, коли литовським містам давалися магдебурзьке і кульмське право. Місцеві парламенти, які називалися сеймики, з'явилися в XVI столітті. Магдебурзьке право надавало мешканцям міста можливість мати місцевий орган влади і незалежний суд, а також здійснювати контроль над ремеслами і торгівлею. Першим магдебурзьке право в Литві отримав Вільнюс (1387). Кульмське право дозволяло не тільки великим містам, а й містечках, населеним пунктам сільського типу, організовувати самоврядування. Сеймики існували з 1566 по 1803 рік і були місцевим регіональним органом влади Великого князівства Литовського, їх обирали і в них обиралися представники місцевої знаті. Закон про місцеві органи влади в міжвоєнній Литві передбачав три типи місцевого самоврядування: міське, районне та сільське. При цьому сільські ради (сенюнії) виявилися найважливішими органами самоврядування на місцях. Органи радянського періоду — ради народних депутатів, ніякою реальною владою не володіли, так як вони приймали рішення, що диктувалися розпорядженнями місцевих комітетів Комуністичної партії або вищестоящої влади.
Після 1990 року ситуація в корені змінилася, оскільки в Литовській Республіці стала здійснюватися політика децентралізованого адміністрування. Глава Х Конституції Литовської Республіки передбачає, що місцеві органи самоврядування, "в межах встановленої Конституцією та законами компетенції, діють вільно і самостійно. Закон «Про місцеве самоврядування» від 7 липня 1994 року (із пізнішими змінами і доповненнями) встановлює порядок формування та діяльності органів самоврядувань при здійсненні положень Конституції Литовської Республіки та Європейської хартії місцевого самоврядування. Основними принципами, на яких ґрунтується місцеве самоврядування в Литві, є:
- звітність перед виборцями;
- участь жителів у веденні громадських справ самоврядування;
- узгодження інтересів самоврядувань та держави при веденні громадських справ самоврядування;
- свобода діяльності і самостійність органів самоврядування в прийнятті ними рішень при здійсненні законів, інших правових актів і зобов'язань перед громадою;
- прозорість діяльності;
- узгодження общинних інтересів і інтересів окремих жителів самоврядування;
- гласність і реагування на думку жителів;
- правомірність діяльності самоврядування та прийнятих органами самоврядування рішень;
- забезпечення і повага прав і свобод людини.

## Характеристика самоврядування
Відповідно до законодавства, Литва розділена на адміністративно-територіальні одиниці двох основних типів: повіти (лит. apskriitis) і самоврядування (лит. savivaldybe). Більші адміністративні одиниці — повіти — здійснюють регіональну політику уряду країни. На ці адміністративні одиниці покладається відповідальність за використання землі та здійснення земельної реформи. Повіти контролюють роботу місцевих самоврядувань і органів влади нижчого рівня. Дрібнішою адміністративною одиницею є самоврядування, які управляються виборними органами. Правом самоврядування в даний час володіють 12 великих міст і 44 райони Литви. Самоврядування, в свою чергу, можуть поділятися на більш дрібні адміністративно-територіальні одиниці — сенюнії (лит. seniunija). Територія Литовської Республіки розділена на десять повітів, чиї адміністративні центри розташовані у великих містах: Алітус, Вільнюс, Каунас, Клайпеда, Маріямполе, Паневежис, Таураге, Тельше, Укмерге і Шяуляй.
Право на самоврядування здійснюється через Ради самоврядування. Люди, які проживають на його території, обирають раду на чотирирічний термін. Відповідно до Закону Литовської Республіки «Про вибори до місцевих органів влади» від 26 листопада 2006 року, не тільки громадяни Литви, а й жителі Литовської Республіки, які мають вид на постійне проживання в країні, з 1 січня 2007 року мають право брати участь в муніципальних виборах, в тому числі і обиратися до місцевих органів влади. Ради самоврядувань приймають основні рішення місцевого значення, хоча рішення певних завдань районного значення може бути також передано місцевими органами виконавчої влади, мером або правлінням. Органи місцевого самоврядування (на відміну від повітових органів) здійснюють автономну владу в наступних областях: комунальні послуги, житло, вулиці, громадський транспорт. Місцеве самоврядування також уповноважене здійснювати різні функції державної влади, включаючи ведення реєстрації актів цивільного стану, реєстрацію комерційних підприємств, забезпечення функціонування вторинної ланки охорони здоров'я, управління національними заповідниками, організацію сил поліції самоврядування, а також установ цивільної та пожежної безпеки. У сферу відповідальності органів місцевого самоврядування входить також освіта і соціальне забезпечення.

## Перелік самоврядувань
| №  |
| -- |
| 1  |
| 2  |
| 3  |
| 4  |
| 5  |
| 6  |
| 7  |
| 8  |
| 9  |
| 10 |
| 11 |
| 12 |
| 13 |
| 14 |
| 15 |
| 16 |
| 17 |
| 18 |
| 19 |
| 20 |
| 21 |
| 22 |
| 23 |
| 24 |
| 25 |
| 26 |
| 27 |
| 28 |
| 29 |
| 30 |
| 31 |
| 32 |
| 33 |
| 34 |
| 35 |
| 36 |
| 37 |
| 38 |
| 39 |
| 40 |
| 41 |
| 42 |
| 43 |
| 44 |
| 45 |
| 46 |
| 47 |
| 48 |
| 49 |
| 50 |
| 51 |
| 52 |
| 53 |
| 54 |
| 55 |
| 56 |
| 57 |
| 58 |
| 59 |
| 60 |

| Муніципалітет            | Повіт           | Площа (км²) | Населення (осіб) | Щільність (осіб/км²) |
| ------------------------ | --------------- | ----------- | ---------------- | -------------------- |
| Акмянський районний      | Шяуляйський     | 844         | 25 732           | 30,5                 |
| Алітуський міський       | Алітуський      | 40          | 63 642           | 1591,1               |
| Алітуський районний      | Алітуський      | 1404        | 29 890           | 21,3                 |
| Анікщяйський районний    | Утенський       | 1765        | 30 273           | 17,2                 |
| Біржайський районний     | Паневежиський   | 1476        | 31 048           | 21                   |
| Бірштонаське             | Каунаський      | 124         | 5095             | 41,1                 |
| Варенський районний      | Алітуський      | 2218        | 26 723           | 12                   |
| Вілкавішкіський районний | Маріямпольський | 1259        | 45 864           | 36,42                |
| Вільнюський міський      | Вільнюський     | 401         | 554 060          | 1381,7               |
| Вільнюський районний     | Вільнюський     | 2129        | 95 934           | 45,1                 |
| Висагінський             | Утенський       | 58          | 27 113           | 467,5                |
| Друскінінкайське         | Алітуський      | 454         | 23 307           | 51,3                 |
| Зарасайський районний    | Утенський       | 1334        | 19 327           | 14,5                 |
| Ігналінський районний    | Утенський       | 1447        | 18 892           | 13,1                 |
| Йонавський районний      | Каунаський      | 944         | 50 117           | 53,1                 |
| Йонішкіський районний    | Шяуляйський     | 1152        | 28 260           | 24,5                 |
| Казлу-Рудське            | Маріямпольський | 555         | 13 822           | 24,9                 |
| Кайшядориський районний  | Каунаський      | 1087        | 34 501           | 31,7                 |
| Калварійське             | Маріямпольський | 440         | 12 907           | 29,3                 |
| Каунаський міський       | Каунаський      | 157         | 336 912          | 2145,9               |
| Каунаський районний      | Каунаський      | 1496        | 89 262           | 59,7                 |
| Кедайняйський районний   | Каунаський      | 1677        | 60 196           | 35,9                 |
| Кельмеський районний     | Шяуляйський     | 1705        | 35 580           | 20,9                 |
| Клайпедський міський     | Клайпедський    | 98          | 177 812          | 1814,4               |
| Клайпедський районний    | Клайпедський    | 1336        | 51 642           | 38,7                 |
| Кретинзький районний     | Клайпедський    | 989         | 44 024           | 44,5                 |
| Купишкіський районний    | Паневежиський   | 1080        | 21 686           | 20,1                 |
| Лаздийський районний     | Алітуський      | 1309        | 23 699           | 18,1                 |
| Мажейкяйський районний   | Тельшяйський    | 1220        | 62 512           | 51,2                 |
| Маріямпольське           | Маріямпольський | 755         | 66 452           | 88                   |
| Молетський районний      | Утенський       | 1367        | 22 000           | 16,1                 |
| Нярінзький               | Клайпедський    | 90          | 3850             | 42,8                 |
| Пагегяйське              | Тауразький      | 537         | 10 743           | 20                   |
| Пакруоїський районний    | Шяуляйський     | 1316        | 25 740           | 19,6                 |
| Паланзький міський       | Клайпедський    | 79          | 17 234           | 218,2                |
| Паневежиський міський    | Паневежиський   | 50          | 109 028          | 2180,6               |
| Паневежиський районний   | Паневежиський   | 2178        | 41 288           | 18,9                 |
| Пасваліський районний    | Панявежиський   | 1289        | 30 856           | 23,9                 |
| Плунгеський районний     | Тельшяйський    | 1106        | 41 798           | 37,8                 |
| Пренайський районний     | Каунаський      | 1031        | 32 048           | 31,1                 |
| Радвілішкіський районний | Шяуляйський     | 1635        | 45 780           | 28                   |
| Расейняйський районний   | Каунаський      | 1573        | 39 478           | 25,1                 |
| Ретавське                | Тельшяйський    | 586         | 9583             | 16,4                 |
| Рокишікський районний    | Паневежиський   | 1807        | 36 877           | 20,4                 |
| Скуодаський районний     | Клайпедський    | 911         | 22 463           | 24,7                 |
| Тауразький районний      | Тауразький      | 1179        | 48 173           | 40,9                 |
| Тельшяйський районний    | Тяльшяйський    | 1439        | 52 430           | 36,43                |
| Тракайський районний     | Вільнюський     | 1208        | 35 176           | 29,1                 |
| Укмергський районний     | Вільнюський     | 1395        | 43 070           | 30,9                 |
| Утенський районний       | Утенський       | 1230        | 45 748           | 37,2                 |
| Шакяйський районний      | Маріямпольський | 1453        | 34 650           | 23,8                 |
| Шальчинінкський районний | Вільнюський     | 1491        | 36 331           | 24,4                 |
| Швянченіський районний   | Вільнюський     | 1692        | 29 218           | 17,3                 |
| Шилальський районний     | Тауразький      | 1188        | 28 708           | 24,2                 |
| Шилутський районний      | Клайпедський    | 1706        | 49 877           | 29,2                 |
| Ширвінтоський районний   | Вільнюський     | 906         | 18 140           | 20,02                |
| Шяуляйський міський      | Шяуляйський     | 81          | 120 969          | 1493,4               |
| Шяуляйський районний     | Шяуляйський     | 1807        | 47 058           | 26                   |
| Електренайське           | Вільнюський     | 509         | 26 923           | 52,9                 |
| Юрбаркський районний     | Тауразький      | 1507        | 33 080           | 22                   |